# لورانس وونغ
لورانس وونغ (بالصينية: 黃循財؛ بالإنجليزية: Lawrence Wong) هو كبير الإداريين التنفيذيين وسياسي سنغافوري، ولد في 18 ديسمبر 1972. نشط حزبياً في حزب العمل الشعبي. وقد انتخب عضو مجلس الشعب السنغافوري عن دائرة West Coast Group Representation Constituency ‏ وقد انضم خلال فترته النيابية ‏ للكتلة البرلمانية لحزب العمل الشعبي.